# 上升计划

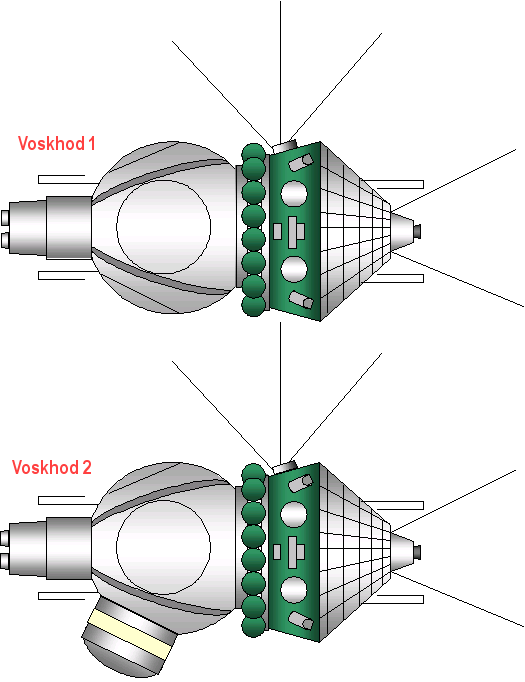
上升一号和二号飞船

上升计划（俄语：Восход，意为“上升”）是一个苏联载人航天计划。上升计划是东方计划的后续，利用了东方计划被取消飞行留下的物资。上升计划的两次太空飞行利用了上升号飞船和火箭。

## 设计

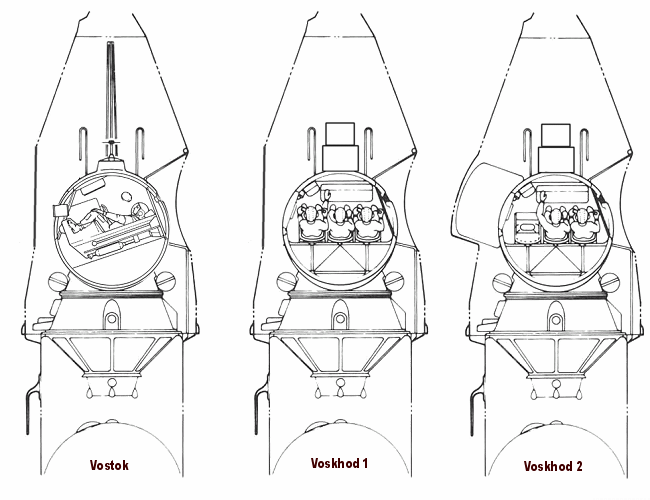
东方号、上升1号与上升2号乘员位置

上升计划的目的是为了帮助苏联在航天领域获得更多的第一。为了达到苏联政治局指示的抢占太空技术领先地位的目的，上升计划的成功一定程度上也建立在明显降低飞行安全性和可靠性的基础之上。
上升号飞船基本上是东方号飞船在返回舱顶端增加一个备份的固体反推火箭。载荷重量的增加通过修改R-7火箭的助推器达到。弹射式座椅被去除，取而代之的是两个或者三个与东方号飞船座椅位置呈90度的座椅。但是，飞行控制台的位置没有改变，使得成员在察看仪表时不得不将头扭转90度。
上升2号飞船在返回舱上与舱门相对的位置增加了一个可充气的气闸舱。这个气闸舱设计为在使用后废弃。设计这一装置的目的是因为飞船电子设备和环境系统需要保持较低温度，但是轨道中的减压会导致过热。飞船没有设计乘员紧急逃逸设施。由于乘员不再通过跳伞落地，一个用于减缓着陆速度的固体刹车火箭也被增加到飞船上。

## 飞行
上升计划进行了以下的飞行：

### 不载人飞行
- 宇宙 47 - 无人硬件测试飞行
- 宇宙 57 - 无人试验飞行，失败
- 宇宙 110 - 无人飞行，发射两条狗进行了22天的飞行，1966年2月22日发射

### 载人飞行

上升号运载火箭示意图

| 序号 | 任务徽章 | 任务名称 | 发射时间       | 在轨时间          | 着陆时间       | 乘员                             | 乘员                  | 乘员            | 注释               |
| ---- | -------- | -------- | -------------- | ----------------- | -------------- | -------------------------------- | --------------------- | --------------- | ------------------ |
| 1    |          | 上升1号  | 1964年10月12日 | 1天0小时17分钟3秒 | 1964年10月13日 | 弗拉基米尔·米哈伊洛维奇·科马洛夫 | 康斯坦丁·费奥蒂斯托夫 | 鲍里斯·叶戈罗夫 | 第一次多人太空飞行 |
| 2    |          | 上升2号  | 1965年3月18日  | 1天2小时2分钟17秒 | 1965年3月19日  | 巴威尔·别列亚耶夫                | 阿列克谢·列昂诺夫     |                 | 第一次太空行走     |

### 已取消
- 上升3号 - 目的为研究长期太空失重飞行的19天任务
- 上升4号 - 目的为研究长期太空失重飞行的20天任务
- 上升5号 - 10天完全女性飞行，第一次女性太空行走
- 上升6号 - 新型太空行走束缚带测试

## 结果
尽管东方计划的一大目的是探索太空飞行和微重力对人体的影响，上升计划的两次飞行的更主要目的是获得人类航天史上的第一。赶在美国双子星计划之前，成功进行第一次多人太空飞行和第一次太空漫步成为上升计划的主要成就。当这两个成就取得后，上升计划就被废止。上升计划的终止部分由于苏联领导层的更迭，新的领导人对获得荣誉的太空飞行不感兴趣。此后，苏联转而实施联盟计划。